# الذراع (ردمان)

تعديل مصدري - تعديل

الذراع هي إحدى قرى عزلة ال بقش بمديرية ردمان التابعة لمحافظة البيضاء، بلغ تعداد سكانها 155 نسمة حسب تعداد اليمن لعام 2004.